# 沃伊斯拉夫·梅利奇
沃伊斯拉夫·梅利奇（羅馬化：Vojislav Melić，1940年1月5日—2006年4月7日），塞尔维亚男子足球运动员，场上位置是中场。他曾代表南斯拉夫国家队参加1962年国际足联世界杯，结果队伍获得第四名。